# Stella Cilento

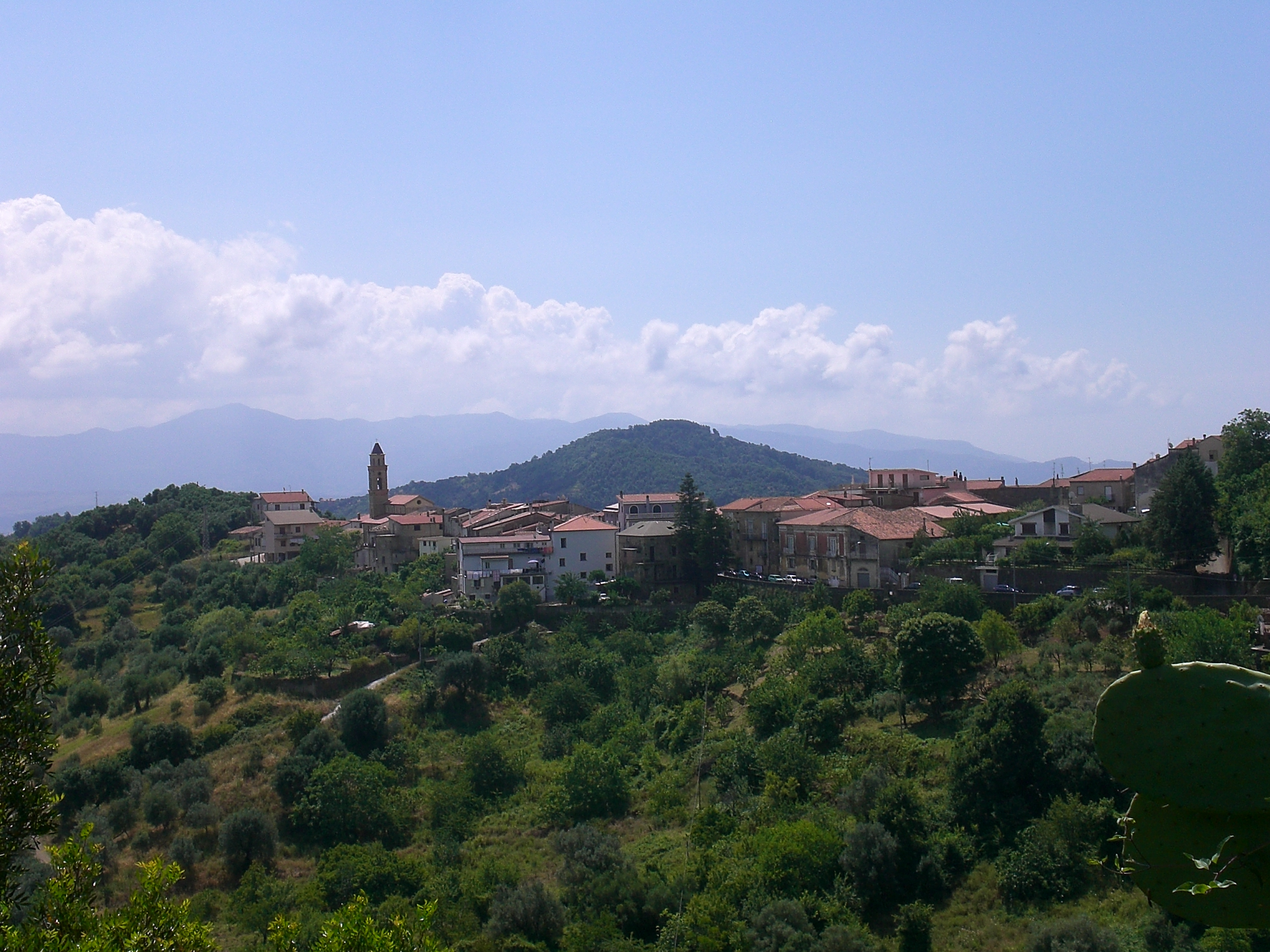
Stella Cilento

Stella Cilento ist eine italienische Gemeinde in der Provinz Salerno in der Region Kampanien. Sie ist Teil des Nationalparks Cilento und Vallo di Diano sowie der Comunità Montana Alento-Monte Stella.

## Geographie
Stella Cilento hat 630 Einwohner (Stand 31. Dezember 2023) und eine Fläche von 14,4 km². Der Ortskern befindet sich 386 m über dem Meeresspiegel.
Die vier Ortsteile sind Amalafede, Droro, Guarrazzano, San Giovanni di Stella Cilento. Die Nachbargemeinden sind Casal Velino, Omignano, Pollica und Sessa Cilento.